# بدعة مؤقتة
التقليعة أو البدعة أو الترند أو الجنون هو أي شكل من أشكال السلوك الجماعي الذي يتطور داخل ثقافة أو جيل أو مجموعة اجتماعية تتبع فيها مجموعة من الأشخاص بحماس دافعًا ما لفترة زمنية قصيرة.

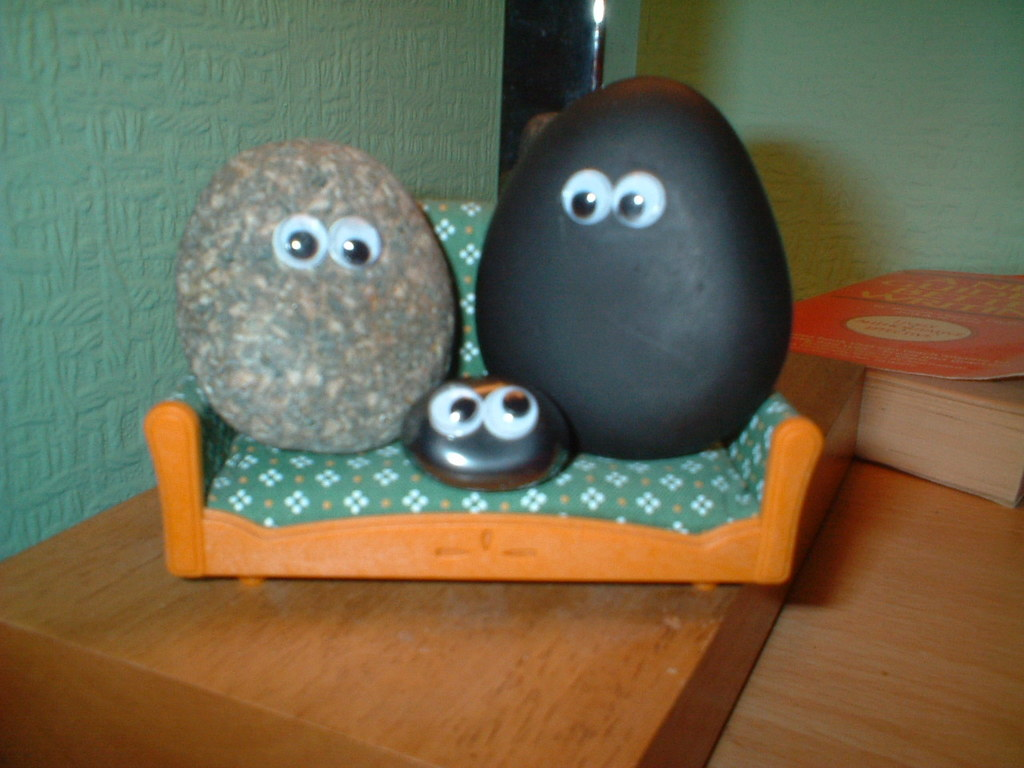
كانت الصخور المدللة بدعة قصيرة العمر في السبعينيات

رجل يؤدي الخيط، وهي حركة رقص أصبحت شائعة في عام 2017

البدع هي أشياء أو سلوكيات تحقق شعبية قصيرة الأمد ولكنها تتلاشى. غالبًا ما يُنظر إلى البدع على أنها أحداث مفاجئة وسريعة الانتشار وقصيرة الأجل. تشمل البدع الأنظمة الغذائية والملابس وتسريحات الشعر والألعاب وغير ذلك الكثير. بعض البدع الشائعة عبر التاريخ هي الألعاب مثل اليويو، والأطواق، والرقصات المبتذلة مثل الماكارينا، والخيط، والالتواء.
على غرار العادات أو العادات ولكنها أقل ديمومة، غالبًا ما تنتج البدع عن نشاط أو سلوك يُنظر إليه على أنه شائع أو مثير داخل مجموعة من الأقران، أو يتم اعتباره " رائعًا " كما يتم الترويج له غالبًا عبر الشبكات الاجتماعية. يُقال إن البدعة "تنتشر" عندما يبدأ عدد الأشخاص الذين يتبنونها في الزيادة إلى درجة أنها جديرة بالملاحظة. غالبًا ما تتلاشى البدع بسرعة عندما يختفي تصور الحداثة.

## ملخص
يمكن أن تكون الطبيعة المحددة للسلوك المرتبط بالبدعة من أي نوع بما في ذلك الاستخدام غير المعتاد للغة أو الملابس المميزة أو الأنظمة الغذائية المبتذلة أو عمليات الاحتيال مثل المخططات الهرمية. بصرف النظر عن الحداثة العامة، قد يؤدي التسويق الشامل أو الابتزاز العاطفي أو ضغط الأقران أو الرغبة في "أن تكون عصريًا" إلى ظهور بدعة. يمكن للمشاهير أيضًا أن يقودوا البدع، على سبيل المثال التأثير الشائع للغاية لنادي أوبرا للكتاب.
على الرغم من أن البعض يعتبر مصطلح الترند معادلاً للبدعة، إلا أن البدعة تعتبر بشكل عام سلوكًا سريعًا وقصيرًا في حين أن الترند هو الذي يتطور إلى تغيير طويل المدى أو حتى دائم.

## اقتصاديات
في الاقتصاد، يتم استخدام هذا المصطلح بطريقة مماثلة. البدع هي انحرافات متوسطة عن القيمة الجوهرية تسببها قوى اجتماعية أو نفسية مشابهة لتلك التي تسبب الموضات في الفلسفات السياسية أو الاستهلاكية.

## تشكيل
تشترك العديد من البدع المعاصرة في أنماط مماثلة من التنظيم الاجتماعي. تعمل عدة نماذج مختلفة على فحص البدع وكيفية انتشارها.
إحدى طرق النظر إلى انتشار البدع هي من خلال النموذج من أعلى إلى أسفل، والذي يقول إن الموضة تم إنشاؤها للنخبة، ومن النخبة، تنتشر الموضة إلى الطبقات الدنيا. قد لا يكون المتبنون الأوائل بالضرورة من ذوي المكانة العالية، ولكن لديهم موارد كافية تسمح لهم بتجربة الابتكارات الجديدة. عند النظر إلى النموذج من أعلى إلى أسفل، يحب علماء الاجتماع تسليط الضوء على دور الاختيار. قد تكون النخبة هي التي تقدم بعض البدع، ولكن يجب على الأشخاص الآخرين أن يختاروا تبني تلك البدع.
قد يجادل آخرون بأن ليس كل البدع تبدأ مع متبنيها. تزود الحياة الاجتماعية الناس بالفعل بالأفكار التي يمكن أن تساعد في خلق أساس للبدع الجديدة والمبتكرة. يمكن للشركات أن تنظر إلى ما يهتم به الأشخاص بالفعل وتنشئ شيئًا من تلك المعلومات. الأفكار الكامنة وراء البدع ليست دائمًا أصلية؛ قد تنبع مما كان شائعًا بالفعل في ذلك الوقت. يمكن لعشاق الترفيه والأناقة تجربة أشكال مختلفة من النمط الأساسي أو الفكرة الموجودة بالفعل.
هناك طريقة أخرى للنظر إلى انتشار البدع وهي من خلال وجهة نظر التفاعل الرمزي. يتعلم الناس سلوكياتهم من الأشخاص المحيطين بهم. عندما يتعلق الأمر بالسلوك الجماعي، فإن ظهور هذه القواعد والمعاني والعواطف المشتركة يعتمد بشكل أكبر على إشارات الموقف، بدلاً من الاستثارة الفسيولوجية. هذا الارتباط بالتفاعلية الرمزية، وهي نظرية تفسر تصرفات الناس على أنها موجهة بمعاني وافتراضات مشتركة، يوضح أن البدع تنتشر لأن الناس يربطون المعنى والعاطفة بالأشياء، وليس لأن الكائن له استخدام عملي، على سبيل المثال. قد يتبنى الناس بدعة بسبب المعاني والافتراضات التي يتشاركونها مع الأشخاص الآخرين الذين تبنوا تلك البدعة. قد ينضم الأشخاص إلى متبنين آخرين لهذه البدعة لأنهم يستمتعون بكونهم جزءًا من مجموعة وما يرمز إليه ذلك. قد ينضم بعض الأشخاص لأنهم يريدون أن يشعروا وكأنهم من الداخل. عندما يتبنى العديد من الأشخاص نفس البدعة، فقد يشعرون أنهم اتخذوا الاختيار الصحيح لأن أشخاصًا آخرين اتخذوا نفس الاختيار.

## نهاية
في المقام الأول، تنتهي البدع لأن جميع الإمكانيات المبتكرة قد استنفدت. تبدأ البدع في التلاشي عندما لا يعتبرها الناس جديدة وفريدة من نوعها. مع ازدياد عدد الأشخاص الذين يتبعون هذه البدعة، قد يبدأ البعض في رؤيتها على أنها "مكتظة"، ولم تعد تحمل نفس الجاذبية. في كثير من الأحيان، أولئك الذين يتبنون هذه البدعة لأول مرة يتخلون عنها أيضًا أولاً. ويبدأون في إدراك أن انشغالهم بالبدعة يدفعهم إلى إهمال بعض أنشطتهم الروتينية، ويدركون الجوانب السلبية في سلوكهم. بمجرد توقف الموضة عن إنتاج أشكال جديدة من هذه البدعة، يبدأ الناس في إدراك إهمالهم للأنشطة الأخرى، ومخاطر هذه البدعة. ومع ذلك، لا يتخلى الجميع تمامًا عن هذه البدعة، وقد تبقى أجزاء منها.
بحثت دراسة في سبب موت بعض البدع بشكل أسرع من غيرها. قام جونا بيرجر، أستاذ التسويق في كلية وارتون للأعمال بجامعة بنسلفانيا، وزميله جايل لو مين، بدراسة أسماء الأطفال في الولايات المتحدة وفرنسا للمساعدة في استكشاف نهاية البدع. ووفقا لنتائجهم، كلما أصبحت الأسماء شائعة بشكل أسرع، كلما فقدت شعبيتها بشكل أسرع. ووجدوا أيضًا أن الأسماء الأقل نجاحًا بشكل عام هي تلك التي تم انتشارها بسرعة أكبر. غالبًا ما تفقد البدع، مثل أسماء الأطفال، جاذبيتها بنفس السرعة التي اكتسبتها بها.

## سلوك جماعي
يمكن أن تندرج البدع تحت المظلة الواسعة للسلوك الجماعي، وهي سلوكيات تمارسها مجموعة كبيرة ولكن غير متصلة بشكل فضفاض من الناس. بخلاف البدع، يشمل السلوك الجماعي أنشطة الناس في الحشود، والذعر، والموضات، والجنون، وأكثر من ذلك. عرّفه روبرت إي بارك، الرجل الذي ابتكر مصطلح السلوك الجماعي، بأنه "سلوك الأفراد تحت تأثير دافع مشترك وجماعي، أي دافع، بمعنى آخر، نتيجة التفاعل الاجتماعي". يُنظر إلى البدع على أنها متهورة، تحركها العواطف؛ ومع ذلك، يمكنهم جمع مجموعات من الأشخاص الذين قد لا يكون لديهم الكثير من القواسم المشتركة بخلاف استثمارهم في هذه البدعة.

## هاجس جماعي
يمكن أن تندرج البدع أيضًا تحت مظلة "الهواجس الجماعية". تشترك الهواجس الجماعية في ثلاث سمات رئيسية. العلامة الأولى والأكثر وضوحًا هي زيادة وتيرة وشدة اعتقاد أو سلوك معين. تزداد شعبية البدعة بسرعة من حيث التكرار والشدة، في حين أن الاتجاه ينمو بشكل أبطأ. والثاني هو أن السلوك يُنظر إليه على أنه مثير للسخرية أو غير عقلاني أو شرير بالنسبة للأشخاص الذين لا يشكلون جزءًا من الهوس. قد يرى بعض الناس أن من يتبعون بعض البدع غير عقلانيين وغير عقلانيين. بالنسبة لهؤلاء الناس، هذه البدعة أمر مثير للسخرية، وهوس الناس بها أمر مثير للسخرية أيضًا. والثالث: أنه بعد أن يصل إلى الذروة، يهبط فجأة، ثم يتبعه هوس مضاد. الهوس المضاد يعني أنه بمجرد انتهاء البدعة، إذا انخرط أحد في هذه البدعة فسوف يتعرض للسخرية. غالبًا ما تتناقص شعبية البدعة بمعدل سريع بمجرد زوال حداثتها. قد يبدأ بعض الأشخاص في انتقاد هذه البدعة بعد الإشارة إلى أنها لم تعد تحظى بشعبية، لذلك لا بد أنها لم تكن "تستحق كل هذه الضجة".

## ملحوظات
- Arena, Barbara (2001). The Complete Idiot's Guide to Making Money with Your Hobby. Alpha. ISBN:978-0-02-863825-6.
- Aguirre، B.E. Jorge L.؛ Mendoza، Jorge L.؛ Quarantelli، E.L. (1988). "The collective behavior of fads: The characteristics, effects, and career of streaking". American Sociological Review. ج. 53 ع. 4: 569–584. DOI:10.2307/2095850. JSTOR:2095850.
- Best, Joel (2006). Flavor of the Month: Why Smart People Fall for Fads. University of California Press. (ردمك 9780520246263).
- Burke, Sarah. "5 Marketing Strategies, 1 Question: Fad or Trend?". Spokal.
- Camerer, Colin (1989). "Bubbles and Fads in Asset Prices". Journal of Economic Surveys. ج. 3 ع. 1: 3–41. DOI:10.1111/j.1467-6419.1989.tb00056.x.
- Conley, Dalton (2015). You may ask yourself: An introduction to thinking like a sociologist. New York: W.W. Norton & Co. (ردمك 978-0-393-93773-2).
- Domanski, Andrzej (2004). "Collective fascinations (fads) and the idea of ephemeral culture". Kultura I Spoleczenstwo (Culture and Society). ج. 48 ع. 4. مؤرشف من الأصل في 2011-07-18. (review/summary)
- Griffith, Benjamin (2013). "College Fads". St. James Encyclopedia of Popular Culture – via Gale Virtual Reference Library.
- Heussner, Ki Mae. "7 Fads You Won't Forget". ABC News.
- Issitt, Micah L. (2009). Hippies: A Guide to an American Subculture. Greenwood. ISBN:978-0-313-36572-0. مؤرشف من الأصل في 2020-08-01.
- Killian, Lewis M.; Smelser, Neil J.; Turner, Ralph H. "Collective behavior". Encyclopædia Britannica.
- Kornblum, William (2007). Sociology in a Changing World (ط. 8th). Wadsworth Publishing. ISBN:978-0-495-09635-1. مؤرشف من الأصل في 2023-12-08.
- Sparks, Jared؛ Everett, Edward؛ Lowell, James Russell؛ Lodge, Henry Cabot (1899). The North American review. New York: North American Review Publishing Co. ج. 168. مؤرشف من الأصل في 2020-08-01.
- Suzuki، Tadashi؛ Best، Joel (2003). "The Emergence of Trendsetters for Fashions and Fads". Sociological Quarterly. ج. 44 ع. 1: 61–79. DOI:10.1111/j.1533-8525.2003.tb02391.x. S2CID:145052921.